# ISO 15511
Pour les articles homonymes, voir Isil.
ISO 15511 est une norme internationale, entrée en vigueur en septembre 2003. Elle est aussi nommée ISIL, pour International standard identifier for libraries and related organisations (Identifiant international normalisé pour les bibliothèques et les organismes apparentés). Elle sert à identifier clairement les bibliothèques et les institutions analogues, afin de faciliter des services bibliographiques (identification, acquisition, prêt, etc.) automatisés, notamment d'un pays à l'autre.

## Description
L’ISIL est un identifiant de longueur variable. Constitué de maximum 16 caractères, il peut comprendre des chiffres, les lettres non modifiées de l’alphabet latin de base et les caractères spéciaux suivants : barre oblique (/), trait d’union (-), deux points (:).
Un ISIL se compose de deux parties : un préfixe et un identifiant de l’institution séparé par un trait d’union. Le préfixe est soit un code de pays de deux caractères (ISO 3166-1), soit un code « non pays » se composant de un, trois ou quatre caractères (hormis les caractères spéciaux). Les préfixes « non pays » sont enregistrés auprès de l’agence internationale ISIL, de même que les centres nationaux ISIL qui sont responsables de l’attribution des codes pour le pays.
La norme ISIL laisse à chaque pays une large marge de manœuvre dans la définition des éléments qui lui sont propres. La coordination internationale de l’enregistrement ISIL est assurée par la Bibliothèque royale du Danemark (Danish National Library Authority),
En Suisse, on a opté pour un nombre de six chiffres sans signification, suivi d’un trait d’union et d’un caractère de contrôle analogue à celui des ISBN et ISSN, précédé de « CH- ». 
En France, la structure de l’ISIL est le numéro du Répertoire des centres de ressources (RCR), précédé de « FR- ».
Au Canada, les sigles de bibliothèques canadiennes se composent de trois groupes de lettres : le premier représente la province ou le territoire (par exemple, « Q » pour le Québec), le deuxième, la ville, et le troisième, l’établissement. Le préfixe « CA- » est ajouté pour indiquer le Canada.

### Centres et répertoires ISIL en langue française
- Centre ISIL français : Agence bibliographique de l'enseignement supérieur (ABES)
  - Rechercher des ISIL français : Système universitaire de documentation (SUDOC), maintenu par l'ABES
- Centre ISIL suisse : Bibliothèque Nationale Suisse (BNS)
  - Rechercher des ISIL suisses : HelveticArchives, base de données des archives de la Bibliothèque nationale suisse
- Centre ISIL canadien : Bibliothèque et Archives du Canada (BAC)
  - Rechercher des ISIL canadiens : Répertoire des bibliothèques canadiennes